# Some Type of Love
Some Type of Love è il terzo EP del cantante statunitense Charlie Puth, pubblicato il 1º maggio 2015 dall'etichetta discografica Atlantic Records e Artist Partner Group.

## Tracce
1. I Won't Tell a Soul – 3:08 (Charlie Puth, Jacob Kasher Hindlin)
2. Marvin Gaye (feat. Meghan Trainor) – 3:07 (Charlie Puth, Julie Frost, Jacob Luttrell, Nick Seeley)
3. Some Type of Love – 3:05 (David Brook, Charlie Puth)
4. Suffer – 3:30 (Charlie Puth, Breyan Isaac)

## Classifiche
| Classifiche | Posizione massima |
| ----------- | ----------------- |
| Norvegia    | 40                |
| Stati Uniti | 37                |